# Hjemmeværnet
Hjemmeværnet er én af de militære grene i det danske forsvar.

## Historie
Lørdag den 9. juni 1945 mødtes 250 frihedskæmpere i Odense og oprettede et ikke-statsligt hjemmeværn som en frivillig organisation ud fra devisen: "Aldrig mere en 9. april!"
Efter fredsslutningen i 1945 oprettedes i Danmark en række hjemmeværnsforeninger, nogle steder kaldet det sorte hjemmeværn og andre det blå hjemmeværn alt efter "uniformernes" farve. Forklaringen på navnene er, at det blå hjemmeværn bar blå kedeldragter, og det sorte hjemmeværn fik udleveret uniformer i forskellige farver, der så alle blev farvet sorte for at skabe et ensartet præg.
Oprettelsen af disse foreninger begrundedes med, at der var mange modstandsfolk, der ikke ville aflevere våbnene fra krigens tid. Politikeren Frode Jakobsen, som også var medlem af Danmarks Frihedsråd, var én af fortalerne for oprettelsen af det statslige hjemmeværn og blev dets første civile chef (kommitteret for Hjemmeværnet).
Den danske regering oprettede i 1949 det (statslige) hjemmeværn, vi har i dag, bl.a. for at få kontrol over de mange våben, der var i hjemmeværnsforeningerne. Det skete med hjemmel i Lov af 16. juli 1948 om Hjemmeværnets ordning.
Under den kolde krig fungerede Hjemmeværnet som støtte for det øvrige forsvar.
Den primære opgave var overvågningen af Danmarks territorium. Bevogtning af militære og samfundsvigtige installationer er ligeledes en del af Hjemmeværnets virke. Af andre opgaver kan nævnes baghold og sabotage mod fjendens enheder og installationer (teoretisk set og kun i krigstid), søredning samt forskellige sikringsopgaver. Dele af Hjemmeværnet skulle også fungere som modstandsgrupper (“Stay Behind”-grupper) i tilfælde af en fjendtlig invasion og erobring. Endelig spillede de frivillige medlemmer af Hjemmeværnet en vigtig rolle i den politiske kamp om sjælene, ikke mindst i forhold til kommunisterne, som også var en del af den kolde krig.
Styrken ved Hjemmeværnet var bl.a., at det var lokalkendt og allestedsnærværende med et højt beredskab, fordi medlemmerne opbevarede deres våben og ammunition hjemme.

## Organisation
Efter den kolde krigs afslutning har Hjemmeværnets rolle ændret sig; for eksempel er vejvisning og trafikregulering i forbindelse med større offentlige arrangementer er i dag en fremtrædende del af værnets aktiviteter.
Hjemmeværnet er som følge af Forsvarsforliget 2013 - 2017 i gang med store ændringer i organisationen med henblik på at kunne yde en bedre og mere målrettet indsats i det civile samfund ved katastrofer, terror eller naturkatastrofer.
Hjemmeværnet er delt op i tre værnsgrene:
- Hærhjemmeværnet (HHV)
- Flyverhjemmeværnet (FHV)
- Marinehjemmeværnet (MHV)

I Hærhjemmeværnet indgår Virksomhedshjemmeværnet og Politihjemmeværnet.
I ultimo 2015 havde Hjemmeværnet ca. 45.000 medlemmer, hvoraf ca. 15.600 stod i den aktive styrke, mens resten stod i reserven, dvs. at de deltager i mindre end 24 timer om året i funktionsrelaterede aktiviteter for hjemmeværnet.
Officerer, sergenter og korporaler i Hjemmeværnet er ikke udnævnt som i resten af forsvaret. I stedet er der tale om en gradstillæggelse, som hører op, når den givne placering i enkadreringen ændres. Samtlige befalingsmænd på kompagni-, flotille- og eskadrilleniveau er frivillige og ulønnede. Dog udbetales der for visse poster et rådighedsvederlag samt dækning af tabt arbejdsfortjeneste og befordring.

## Medlemmer
Socialforskningsinstituttet foretog i 2007 en undersøgelse af frivillige soldater i Hjemmeværnet. Om de frivilliges årsager til at være i hjemmeværnet fandt SFI:
| “ | ”Traditionalister” er især motiveret af at ville forsvare Danmark, ”Fritidsfolket” lægger vægt på en aktiv fritid og på at være på øvelse, ”Lederaspiranter” er motiveret af muligheden for uddannelse og ledererfaring, ”De sociale” lægger vægt på det sociale fællesskab i hjemmeværnet, og ”De supermotiverede” nævner en lang række årsager til, at de er med.[kilde mangler] | ” |

Et andet resultat var, at de frivillige oftere end befolkningen generelt var faglærte, og sjældnere uden uddannelse eller med lang videregående uddannelse:
| “ | De frivillige medlemmer af hjemmeværnet er endvidere karakteriseret ved at omfatte relativt mange med en faglig uddannelse. Uddannelsesprofilen for hjemmeværnets frivillige er således forskellig fra befolkningen som helhed, selv om den gennemsnitlige uddannelseslængde svarer til gennemsnittet i befolkningen i øvrigt. Sammenlignet med alle i den voksne befolkning er der relativt færre i hjemmeværnet, som ikke har en kompetencegivende erhvervsuddannelse, men også færre med en videregående uddannelse.[kilde mangler] | ” |

SFI fandt også, at hjemmeværnssoldater oftere end befolkningen generelt udførte frivilligt arbejde (udover Hjemmeværnet), og oftere støttede personer uden for deres husstand økonomisk og praktisk.
Den gennemsnitlige frivillige – er en mand, over 30 og under 50 år, der har aftjent værnepligt i Forsvaret, og beskæftigede i den private sektor som faglært i en mellemindkomst stilling – kvinder, etniske minoriteter, akademikere og ufaglærte er underrepræsenteret i hjemmeværnet.

## Hjemmeværnet i internationale opgaver
Militært ansatte i Hjemmeværnet har i lang tid kunnet blive udsendt, men i 2006 udtalte daværende chef for Hjemmeværnet, generalmajor Jan Norgaard, at hvis Hæren manglede personnel i visse funktioner, stod det dem frit for at hyre frivillige medlemmer af Hjemmeværnet til internationale opgaver, til støtte for udsendte enheder.
Siden denne officielle udmelding har mange frivillige fra Hjemmeværnet søgt om udsendelse, og en lille del af dem er blevet udsendt; for det meste i stillinger, hvor de ikke kommer i aktiv kamp, såsom hjælp til genopbygning, personbeskyttelse, sanitetstjeneste og administrative opgaver.
Disse frivillige udsendes på en kontrakt, som indgås med Forsvaret, så der er ikke tale om at Hjemmeværnet sender styrker ud. Inden de frivillige kan blive udsendt skal de gennemgå en missionsorienteret uddannelse, der kan vare fra 14 dage og op til 4 måneder, og når de er udsendt, så får de løn af Forsvaret.
Siden 2009 har Hjemmeværnet også udsendt samlede bevogtningsenheder til Afghanistan og Kosovo. Derudover har Hjemmeværnet bidraget til internationale opgaver i bl.a. Afghanistan og Irak. I 2015 har Hjemmeværnet f.eks. haft udsendte i Irak, Afghanistan og Kuwait. Nogle steder er det på grund af deres militære kompetencer; andre gange skyldes det kombinationen af deres militære kompetencer og deres civile baggrund.
I 2016 havde Hjemmeværnet CSI på følgende opgaver i udlandet:
- tre rådgivere i Afghanistan
- fire instruktører i Irak
- hjælper med undervisning af det georgiske hjemmeværn
- samarbejder med det estiske hjemmeværn
- har et formaliseret uddannelsessamarbejde med det norske og svenske hjemmeværn i rammen af SamSkandia
- har en samarbejdsaftale med US National Guard om gensidig deltagelse i uddannelse og øvelser

Det er Center for Stabiliseringsindsatser (CSI), som står for Hjemmeværnets internationale engagement.
Mange medlemmer af Hjemmeværnet vælger også på et tidspunkt at melde sig ind i Hæren, Flyvevåbnet eller Søværnet, hvor de gennemgår en avanceret og professionel uddannelse, med det formål at blive udsendt, eller fast ansættelse. Omvendt er der også mange, der efter udtrædelse af de øvrige værn melder sig ind i Hjemmeværnet.

## Hjemmeværnet i samfundet
Hjemmeværnet yder ofte såkaldt almindelig hjælp til andre myndigheder, især politiet. Det er især politikompagnier, der yder hjælp til trafikregulering, men også f.eks. hjælp til eftersøgning af personer og genstande og bevogtning af gerningssteder og andet.
Marinehjemmeværnet yder også hjælp til både politi og toldmyndighederne, særligt i sommermånederne hvor politiet kontrollerer 'sprit-sejlads', kontrol af speedbådscertifikatier, og redningsvest-kontrol af civile sejlere. Her stiller marinehjemmeværnet med marinehjemmeværnets fartøjer og det frivillige personnel, så myndighederne kan forelægge kontrol til søs.
Under FN's klimakonference 2009 (COP15) ydede 1200 soldater fra Hjemmeværnet støtte til politiet i København. De fleste med bevogtning og patruljering, men også f.eks. med VIP kørsel.
Grunduddannede medlemmer af Hjemmeværnet er også uddannet til at yde særlig hjælp til politiet, der er karakteriseret ved magtanvendelse overfor civile, altså egentligt politiarbejde. Denne form for hjælp skal forhandles imellem Justitsministeren og Forsvarsministeren.

## Internationale engagementer
- Personbeskyttelsesdetachement Bashra, Irak (2006) - hovedsageligt SSR
- Personbeskyttelsesdetachement Baghdad, Irak (2007)
- Bevogtningsdelingen, Helmand, Afghanistan (2009-2011)
- Bevogtningsdelingen, Kosovo (2011-2013)
- Rådgivningshold til landbrug, Helmand, Afghanistan (2013-2014)
- Instruktører - Operation Inherent Resolve, Irak (2016-2017)
- Bevogtningsdelingen, Mali (2017)
- Bevogtningsdelingen, Kosovo (2023-2025)

## Chefsrække
- 1. april 1949 - 1959: Generalmajor Erik Johnstad-Møller (de facto fra 1948, generalmajor fra 1951)
- 1959 - 1965: Generalmajor Povl Martin Digmann
- 1965 - 1977: Generalmajor Ole-Christian Permin
- 1977 - 1984: Generalmajor Jørgen Andreassen
- 1984 - 1993: Generalmajor Rud Gottlieb
- 1993 - 28. februar 1998: Generalmajor Jørgen Sverker Nilsson
- 1. marts 1998 - 31. juli 2004: Generalmajor Ulf Scheibye
- 1. august 2004 - 30. april 2010: Generalmajor Jan Norgaard
- 1. maj 2010 - 31. juli 2017: Generalmajor Finn Winkler
- 1. august 2017 - 31. december 2024: Generalmajor Jens Garly[7]
- 1. januar 2025 - nu: Generalmajor Gunner Arpe Nielsen